# Ultra Super Pictures
Ultra Super Pictures (ウルトラスーパーピクチャーズ) es una compañía conjunta Japonesa establecida en 2011 por los estudios de animación Sanzigen, Ordet y Trigger.

## Estudios miembros
- Sanzigen
- Ordet
- Trigger
- Liden Films
- Galaxy Graphics

Otras compañías envueltas en ella son Good Smile Company, Mac Factory, Bushiroad, Nitroplus y Pixiv.

## Producciones de anime
Ultra Super Pictures ha estado envuelto en la producción de los siguientes anime:
- Aoki Hagane no Arpeggio
- Black Rock Shooter
- Kill la Kill
- Terra Formars
- Wake Up, Girls
- Inō Battle wa Nichijō-kei no Naka de
- Wooser no Sono-hi-gurashi
- Monster Strike

### Películas cortas
- Harmonie (Anime Mirai 2014)

## Ultra Super Anime Time
En 2015 fue anunciado que Ultra Super Pictures iba a producir un bloque de anime de 30 minutos llamado Ultra Super Anime Time, emitiéndose en los canales de televisión Tokyo MX y BS11, comenzando desde el 3 de julio de 2015. Ultra Super Sisters son personajes de navegación del programa compuesto de Supica (スピカ Supika) y Sumaco (スマ子 Sumako) con las voces de Kaori Ishihara y Yui Ogura respectivamente. El bloque muestra 3 anime de corta duración, las cuales las siguientes han sido anunciadas.

### Verano 2015
- Miss Monochrome temporada 2
- Wooser no Sono-hi-gurashi temporada 3
- Wakaba Girl

### Otoño 2015
- Miss Monochrome temporada 3
- Hacka Doll the Animation[3]
- Kagewani

### Invierno 2016
- Oshiete! Galko-chan
- Sekkō Boys
- Tabi Machi Late Show (solo enero)
- Kono Danshi, Mahou ga Oshigoto Desu. (solo febrero)
- Kanojo to Kanojo to Neko (solo marzo)

### Primavera 2016
- Uchū Patrol Luluco
- Puchimas! Petit Idolmaster (retransmisión)
- Kagewani temporada 2[4]